# 파힘 (영화)
《파힘》(Fahim)은 2019년 공개된 프랑스의 코미디 드라마 영화이다. 파힘 모함마드, 실뱅 샤르팡티에, 소피 르 칼랑네크의 자서전 《Un roi clandestin》을 원작으로 하고 있다.

## 출연
- 아사드 아메드 - 파힘 모함마드 역
- 제라르 드파르디외 - 실뱅 샤르팡티에 역
- 미자누르 라하만 - 누라 역
- 이자벨 낭티 - 마틸드 역
- 사라 투피크 오트망슈미트 - 루나 역
- 비크토르 헤로 - 루이 역
- 티아고 투비 - 막스 역
- 알렉상드르 노드 - 알렉스 역
- 피에르 고메 - 엘리엇 역
- 악셀 케라베크 - 뒤파르 역
- 디디에 플라망 - 프레생 역
- 피에르프랑수아 마르탱라발 - 페로니 역